# 白鹿旗全国高等学校蹴球大会
白鹿旗全国高等学校蹴球大会（韓語：백록기 전국 고등학교 축구대회）是一项韩国青少年足球赛事。

## 历史
创立于1993年，每年在韩国济州岛举行。这项赛事旨在发掘足球人才、推广足球运动，只允许韩国高中学生参加。